# Tallusia bicristata
Tallusia bicristata is een spinnensoort in de taxonomische indeling van de hangmatspinnen (Linyphiidae).
Het dier behoort tot het geslacht Tallusia. De wetenschappelijke naam van de soort werd voor het eerst geldig gepubliceerd in 1972 door Pekka T. Lehtinen & Michael Ilmari Saaristo.